# Умбетбаев, Бейсембай

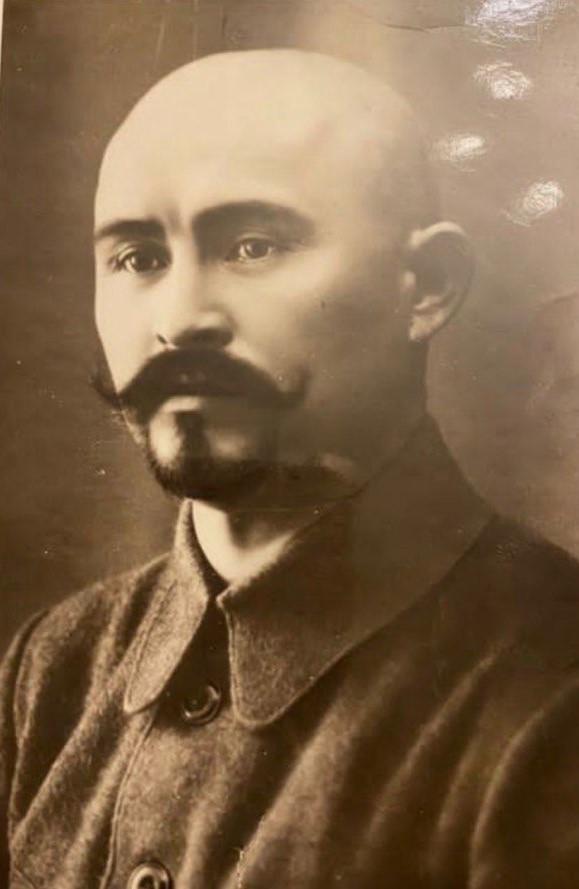
Умбетбаев Бейсембай

Умбетбаев Бейсембай (1885, п. Чемолган — 1925, Алма-Ата) — участник борьбы за установление Советской власти в Семиречье.

## Биография
Бейсембай родился в 1885 году в посёлке Чемолган. С детства батрачил, работал грузчиком.
После Февральской революции 1917 года участвовал в создании «Союза чернорабочих» в городе Верном, в котором и состоял по состоянию на июнь 1917 года.
После Октябрьской революции принимал участие в организации Советов депутатов, выступал на митингах. В 1918 году вступил в коммунистическую партию.
В середине июня 1918 года съезд крестьянских депутатов Капальского уезда Семиреченской области утвердил Умбетбаева секретарём исполкома уездного Совета
По заданию «Союза чернорабочих» проводил агитационную работу в Чемолганской волости.
13 января 1919 года вошёл в состав вновь созданной верненской партийной боевой дружины.
Принимал участие в первом съезде казахских и киргизских бедняков, проходившем в Аулие-Ате с 20 января 1921 года. Сохранилась его речь на этом съезде.

…Мне попалась программа коммунистов и увидел я, что это партия святая. Мы были жирным жарким для колонизаторов, кулаков и своих богачей-баев, монапов, бывших волостных переводчиков. Теперь нам правильно говорят — вы большинство, сами решайте свою судьбу— Цитируется по История гражданской войны, 1960, с. 267
В 1923 году был назначен заместителем председателя губернской Контрольной комиссии Рабоче-крестьянской инспекции. Тогда же стал военкомом кавалерийского полка.
В 1925 году принимал участие в совещании по национальному вопросу в Москве.
Умер в 1925 году после тяжёлой болезни.

## Память

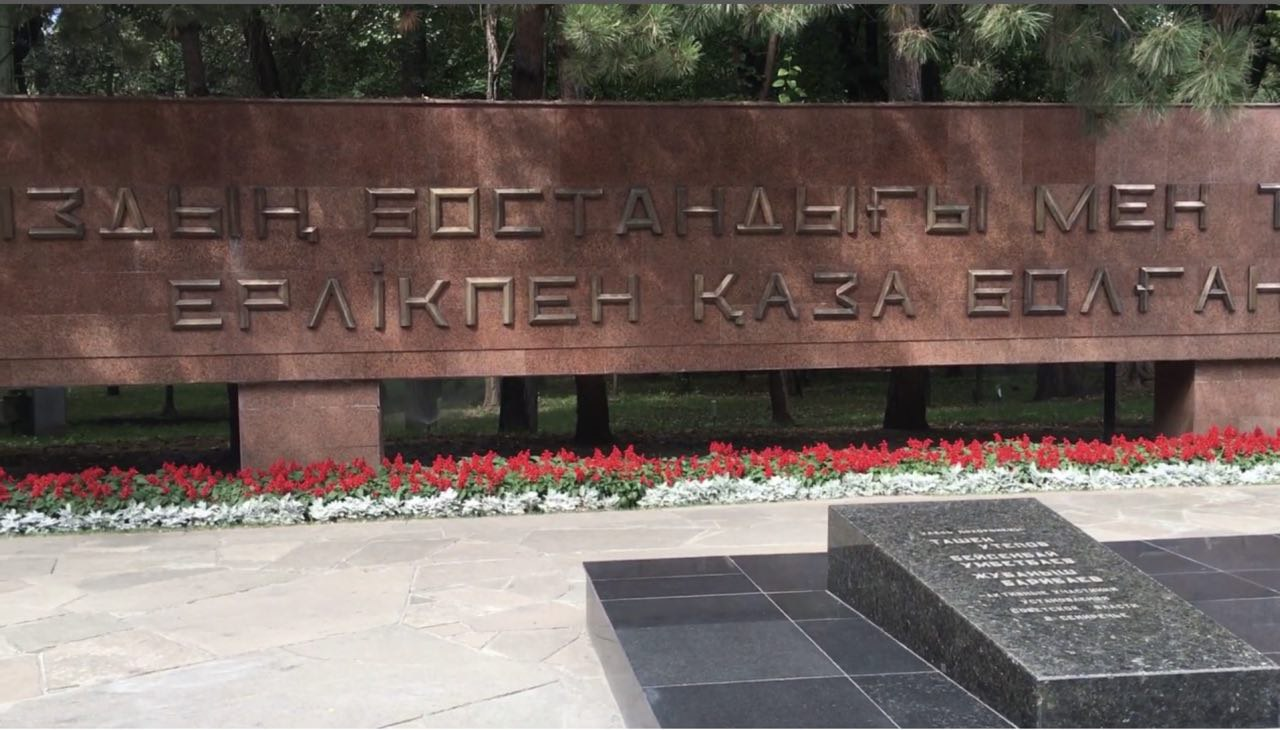
Братская могила в парке 28 гвардейцев-панфиловцев город Алма-Ата

Похоронен в братской могиле в парке 28 гвардейцев-панфиловцев в центре Алма-Аты рядом с ещё двумя видными революционерами. На мраморной плите, установленной в аллее славы, выгравированы слова: «Здесь похоронены Ташен Утепов, Бейсенбай Умбетбаев, Жубаныш Барибаев — активные участники установления Советской власти в Семиречье».
В июле 1956 года его именем была названа улица в Алма-Ате (бывшая 12-я линия).

## Семья
Младший брат — Альтай Умбетбаев, активный участник революционных событий в Семиречье. Был председателем волостного комитета “Союз батраков”, участвовал в операции по ликвидации атамана Дутова, работал в профсоюзных органах Казахстана. В сражении под Сталинградом был тяжело ранен, стал инвалидом 2 степени. Награжден орденами и медалями СССР.
Средний сын — заслуженный артист Казахской ССР, оперный певец Анварбек Умбетбаев.

## Дополнительное чтение
- Казахстан в огне гражданской войны : Воспоминания участников Великой Октябрьской социалистической революции и Гражданской войны в Казахстане. — Алма-Ата : Казахское государственное издательство, 1960. — С. 193, 213. — 469 с.